# Pays-Bas au Concours Eurovision de la chanson 1961
Les Pays-Bas ont participé au Concours Eurovision de la chanson 1961, alors appelé le « Grand prix Eurovision de la chanson européenne 1961 », à Cannes, en France. C'est la 6e participation des Pays-Bas au Concours Eurovision de la chanson.
Le pays est représenté par Greetje Kauffeld et la chanson Wat een dag, sélectionnées en interne par Nederlandse Televisie Stichting (NTS).

## Sélection interne
Le radiodiffuseur néerlandais, la Nederlandse Televisie Stichting (NTS), l'actuelle Nederlandse Omroep Stichting (NOS), choisit l'artiste et la chanson en interne pour représenter les Pays-Bas au Concours Eurovision de la chanson 1961. C'est la première fois qu'une finale nationale n'est pas organisée pour la participation néerlandaise à l'Eurovision.
Lors de cette sélection, c'est Greetje Kauffeld et la chanson Wat een dag, écrite par Pieter Goemans et composée par Dick Schallies avec Dolf van der Linden comme chef d'orchestre, qui furent choisies.
| Ordre | Interprète       | Chanson     | Traduction     | Langue      |
| ----- | ---------------- | ----------- | -------------- | ----------- |
| 1     | Greetje Kauffeld | Wat een dag | Quelle journée | Néerlandais |

## À l'Eurovision
Chaque pays a un jury de dix personnes. Chaque membre du jury peut donner un point à sa chanson préférée.

### Points attribués par les Pays-Bas
| 3 points | Royaume-Uni                                    |
| 2 points | Suisse                                         |
| 1 point  | Danemark Espagne Italie Luxembourg Yougoslavie |

### Points attribués aux Pays-Bas
| 10 points | 9 points | 8 points | 7 points               | 6 points             |
| --------- | -------- | -------- | ---------------------- | -------------------- |
|           |          |          |                        |                      |
| 5 points  | 4 points | 3 points | 2 points               | 1 point              |
|           |          |          | - Italie - Yougoslavie | - Allemagne - France |

Greetje Kauffeld interprète Wat een dag en 6e position, après la Yougoslavie et avant la Suède. Au terme du vote final, les Pays-Bas terminent 10es, ex aequo avec la Finlande et Monaco sur 16 pays, recevant 6 points.